# Arnaldo Guimarães
Arnaldo Machado Guimarães foi um futebolista brasileiro.
Arnaldo Guimarães era atacante e jogava futebol no Fluminense Football Club, quando ele e um grupo, liderado por Alberto Borgerth, saíram do clube das Laranjeiras e fundaram o departamento de esportes terrestres no Clube de Regatas do Flamengo, em 1911. A partir deste momento, foi criado o time de futebol no rubro negro. 
Jogou no Flamengo até 1921, sendo campeão carioca em 1914 e 1915 e artilheiro no campeonato de 1912.[carece de fontes?] Ainda pelo Fluminense, foi campeão de 1911.
Em 1912, jogou num time que representou o Brasil numa partida contra um combinado argentino. Nesta data, a Seleção Brasileira de Futebol ainda não existia. 
Em setembro de 1914, fez parte da equipe do Flamengo convidada pelo International Foot-Ball Club para a inauguração de seu estádio, em Curitiba, e marcou o primeiro gol da partida, que terminou com o resultado de 7x1 para o clube carioca. Desta maneira, tornou-se o jogador que marcou o primeiro gol no Estádio Joaquim Américo Guimarães, atual casa do Clube Atlético Paranaense.